# Fabien Farnolle
Fabien Ceddy Farnolle (n. 21 septembrie 1984, Bordeaux, Franța) este un fotbalist beninez, în prezent liber de contract.